# Pfahlhängen

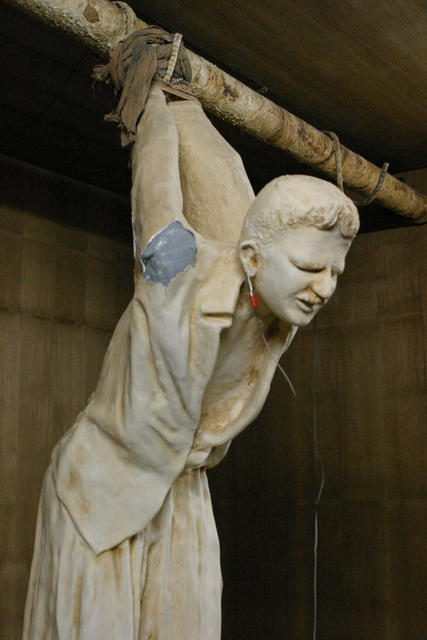
Fesselung der Hände hinter dem Rücken (nachgestellt am Originalplatz in einem irakischen Gefängnis)

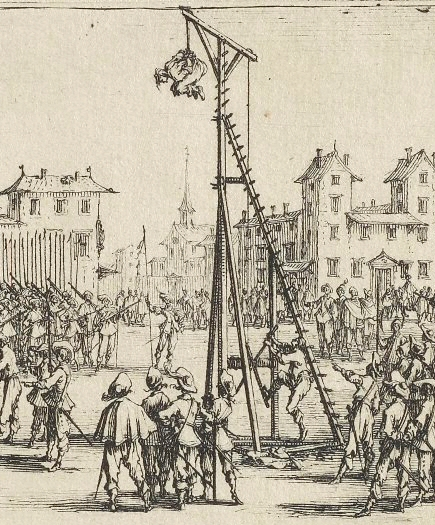
Darstellung von Jacques Callot (1633), Teil der Serie Schrecken des Krieges

Das Pfahlhängen ist eine Foltermethode. Der Folterer bindet dazu die Hände des Opfers hinter dem Körper zusammen. Danach wird das Opfer an den Händen an einem Baum, Pfahl oder an der Decke aufgehängt. Lässt der Folterer das Opfer in dieser Aufhängung fallen, so reißt das Körpergewicht die Arme des Opfers nach oben.

## Folgen und Komplikationen
Die Foltermethode des Pfahlhängens ist sehr schmerzhaft. Dabei kann es zu schweren gesundheitlichen Schäden kommen, insbesondere zur Luxation (Ausrenkung bzw. Verrenkung) der Schultergelenke. Spätestens nach einer halben Stunde wird das Opfer ohnmächtig, nach ein bis vier Stunden tritt der Tod ein.
Zur Verschärfung können die Füße des Opfers mit Gewichten beschwert werden. Dadurch werden die Schmerzen und die Verletzungsgefahr erheblich erhöht: Neben den bereits erwähnten Schulterverletzungen kann es auch zu Verletzungen der Hüften und Beine kommen.

## Historisches
Die Foltermethode Pfahlhängen war nach der Constitutio Criminalis Caroli Quinti (CCC) von 1532 bei bestimmten Verdachtsmomenten zulässig. Während der Zeit der Hexenprozesse nannte man diese Foltermethode „Aufziehen“.
Sie wurde auch in den Konzentrationslagern während der Zeit des Nationalsozialismus bis zum Jahre 1942 als „Baumhängen“ angewendet. Darüber hinaus fand das Pfahlhängen Anwendung beispielsweise in dem Kriegsgefangenenlager Zeithain, bekannt als Stalag IV H, in dem von 1941 bis 1945 sowjetische Kriegsgefangene interniert waren.

## Ähnliche Folter- und Hinrichtungsmethoden
Verwandt mit der Foltermethode Pfahlhängen ist das Strappado bzw. als Hinrichtungsmethode die Estrapade. Hierbei wird das Opfer an den hinter dem Rücken zusammengebundenen Armen aufgehängt und schrittweise aus immer größerer Fallhöhe fallen gelassen und kurz vor dem Erdboden abrupt abgebremst, bis der Tod eintritt. In Paris, Loudun und Toulouse sind noch heute Plätze und Straßen „Place/Rue de l’Estrapade“ genannt, da jeweils dort ein solches Hinrichtungsinstrument stand.